# Тапсоба, Абдул
Абдул Фессаль Тапсоба (фр. Abdoul Fessal Tapsoba; род. 23 августа 2001, Буркина-Фасо) — буркинийский футболист, нападающий клуба «Стандард» и сборной Буркина-Фасо. Выступает на правах аренды в «Амьен».

## Клубная карьера
Тапсоба начал профессиональную карьеру в ивуарийском клубе «АСЕК Мимозас». В начале 2020 года Абдул перешёл в льежский «Стандард» на правах аренды, по окончании которой клуб выкупил трансфер игрок. 8 августа в матче против «Серкль Брюгге» он дебютировал в Жюпиле лиге. 1 августа 2021 года в поединке против «Зюлте-Варегем» Абдул забил свой первый гол за «Стандард».
В феврале 2023 года Тапсоба на правах аренды перешёл в тираспольский «Шериф». 13 марта в матче против «Бэльца» он дебютировал в чемпионате Молдовы. 16 марта в поединке Лиги конференций против «Ниццы» Абдул забил свой первый гол за «Шериф».
Летом 2023 года Тапсоба на правах аренды перешёл во французский «Амьен». 5 августа в матче против «Кевийи Руан» он дебютировал в Лиге 2.

## Международная карьера
В 2019 году Тапсоба в составе молодёжной сборной Буркина-Фасо принял участие в молодёжном Кубке Африки в Нигере. На турнире он сыграл в матчах против команд Ганы, Мали и Сенегла. В поединке против сенегальцев Абдул забил гол.
29 марта 2021 года в отборочном матче Кубка Африки против сборной Южного Судана он дебютировал за сборную Буркина-Фасо. 7 сентября в отборочном матче чемпионата мира 2022 против сборной Алжира Абдул забил свой первый гол за национальную команду.
В 2024 году Тапсоба во второй раз принял участие в Кубке Африки 2023 в Кот-д’Ивуаре. На турнире он сыграл в матчах против сборных Анголы, сборной Алжира, Мавритании и Мали.

### Голы за сборную Буркина-Фасо
| #   | Дата            | Место                       | Противник | Счёт | Результат | Соревнование                       |
| --- | --------------- | --------------------------- | --------- | ---- | --------- | ---------------------------------- |
| 01. | 7 сентября 2021 | Марракеш, Марракеш, Марокко | Алжир     | 1:1  | 1:1       | Чемпионат мира 2022 квалификация   |
| 02. | 8 октября 2021  | Марракеш, Марракеш, Марокко | Джибути   | 1:0  | 4:0       | Чемпионат мира 2022 квалификация   |
| 03. | 8 октября 2021  | Марракеш, Марракеш, Марокко | Джибути   | 2:0  | 4:0       | Чемпионат мира 2022 квалификация   |
| 04. | 11 октября 2021 | Марракеш, Марракеш, Марокко | Джибути   | 2:0  | 2:0       | Чемпионат мира 2022 квалификация   |
| 05. | 23 марта 2023   | Марракеш, Марракеш, Марокко | Того      | 1:0  | 1:0       | Чемпионат Африки 2023 квалификация |